# 蒙特沃德学院
蒙特沃德学院（Montverde Academy），是位于美国佛罗里达州蒙特沃德的一所大学预科私立学校，其高中篮球水平在全美名列前茅，培养出了R·J·巴瑞特、德安傑洛·羅素、本·西蒙斯等NBA球员。